# Oekraïens voetbalelftal (mannen)

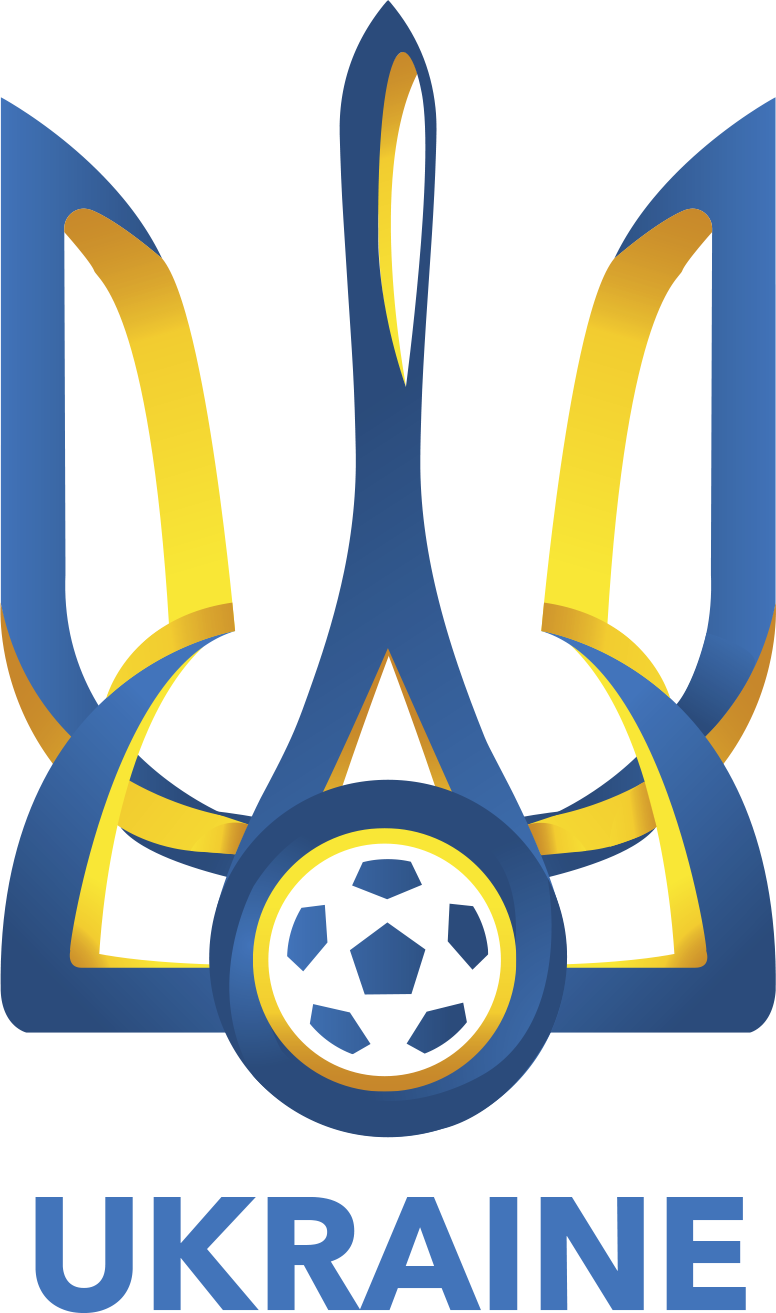

Het Oekraïens voetbalelftal (Oekraïens: Збірна України з футболу, Zbirna Oekrajiny z foetboloe) is een team van voetballers dat Oekraïne vertegenwoordigt in internationale wedstrijden en competities.

## Deelnames aan internationale toernooien

### Wereldkampioenschap
| Wereldkampioenschap voetbal | Wereldkampioenschap voetbal | Wereldkampioenschap voetbal | Wereldkampioenschap voetbal | Wereldkampioenschap voetbal | Wereldkampioenschap voetbal | Wereldkampioenschap voetbal | Wereldkampioenschap voetbal | Wereldkampioenschap voetbal |
| Jaar                        | Ronde                       | Wed.                        | W                           | G                           | V                           | DV                          | DT                          | Kwal                        |
| --------------------------- | --------------------------- | --------------------------- | --------------------------- | --------------------------- | --------------------------- | --------------------------- | --------------------------- | --------------------------- |
| 1930–1990                   | Bij Sovjet-Unie             | Bij Sovjet-Unie             | Bij Sovjet-Unie             | Bij Sovjet-Unie             | Bij Sovjet-Unie             | Bij Sovjet-Unie             | Bij Sovjet-Unie             | Bij Sovjet-Unie             |
| 1994                        | Geen deelname               | Geen deelname               | Geen deelname               | Geen deelname               | Geen deelname               | Geen deelname               | Geen deelname               | Geen deelname               |
| 1998                        | Niet gekwalificeerd         | Niet gekwalificeerd         | Niet gekwalificeerd         | Niet gekwalificeerd         | Niet gekwalificeerd         | Niet gekwalificeerd         | Niet gekwalificeerd         | Niet gekwalificeerd         |
| 2002                        | Niet gekwalificeerd         | Niet gekwalificeerd         | Niet gekwalificeerd         | Niet gekwalificeerd         | Niet gekwalificeerd         | Niet gekwalificeerd         | Niet gekwalificeerd         | Niet gekwalificeerd         |
| 2006                        | Kwartfinale                 | 5                           | 2                           | 1                           | 2                           | 5                           | 7                           | (Kwal.)                     |
| 2010                        | Niet gekwalificeerd         | Niet gekwalificeerd         | Niet gekwalificeerd         | Niet gekwalificeerd         | Niet gekwalificeerd         | Niet gekwalificeerd         | Niet gekwalificeerd         | Niet gekwalificeerd         |
| 2014                        | Niet gekwalificeerd         | Niet gekwalificeerd         | Niet gekwalificeerd         | Niet gekwalificeerd         | Niet gekwalificeerd         | Niet gekwalificeerd         | Niet gekwalificeerd         | Niet gekwalificeerd         |
| 2018                        | Niet gekwalificeerd         | Niet gekwalificeerd         | Niet gekwalificeerd         | Niet gekwalificeerd         | Niet gekwalificeerd         | Niet gekwalificeerd         | Niet gekwalificeerd         | Niet gekwalificeerd         |
| 2022                        | Niet gekwalificeerd         | Niet gekwalificeerd         | Niet gekwalificeerd         | Niet gekwalificeerd         | Niet gekwalificeerd         | Niet gekwalificeerd         | Niet gekwalificeerd         | Niet gekwalificeerd         |

### Europees kampioenschap
| Europees kampioenschap voetbal | Europees kampioenschap voetbal | Europees kampioenschap voetbal | Europees kampioenschap voetbal | Europees kampioenschap voetbal | Europees kampioenschap voetbal | Europees kampioenschap voetbal | Europees kampioenschap voetbal | Europees kampioenschap voetbal |
| Jaar                           | Ronde                          | Wed.                           | W                              | G                              | V                              | DV                             | DT                             | Kwal                           |
| ------------------------------ | ------------------------------ | ------------------------------ | ------------------------------ | ------------------------------ | ------------------------------ | ------------------------------ | ------------------------------ | ------------------------------ |
| 1996                           | Niet gekwalificeerd            | Niet gekwalificeerd            | Niet gekwalificeerd            | Niet gekwalificeerd            | Niet gekwalificeerd            | Niet gekwalificeerd            | Niet gekwalificeerd            | Niet gekwalificeerd            |
| 2000                           | Niet gekwalificeerd            | Niet gekwalificeerd            | Niet gekwalificeerd            | Niet gekwalificeerd            | Niet gekwalificeerd            | Niet gekwalificeerd            | Niet gekwalificeerd            | Niet gekwalificeerd            |
| 2004                           | Niet gekwalificeerd            | Niet gekwalificeerd            | Niet gekwalificeerd            | Niet gekwalificeerd            | Niet gekwalificeerd            | Niet gekwalificeerd            | Niet gekwalificeerd            | Niet gekwalificeerd            |
| 2008                           | Niet gekwalificeerd            | Niet gekwalificeerd            | Niet gekwalificeerd            | Niet gekwalificeerd            | Niet gekwalificeerd            | Niet gekwalificeerd            | Niet gekwalificeerd            | Niet gekwalificeerd            |
| 2012                           | Groepsfase                     | 3                              | 1                              | 0                              | 2                              | 2                              | 4                              |                                |
| 2016                           | Groepsfase                     | 3                              | 0                              | 0                              | 3                              | 0                              | 5                              | (Kwal.)                        |
| 2020                           | Kwartfinale                    | 5                              | 1                              | 1                              | 3                              | 6                              | 10                             | (Kwal.)                        |
| 2024                           | Groepsfase                     | 3                              | 1                              | 1                              | 1                              | 2                              | 4                              | (Kwal.)                        |

### UEFA Nations League
| 2018–19 | B | 14e | 4 | 3 | 0 | 1 | 5  | 5 | Gestegen |
| 2020–21 | A | 13e | 6 | 2 | 0 | 4 | 6  | 5 | Gedaald  |
| 2022–23 | B | 22e | 6 | 3 | 2 | 1 | 10 | 4 | Stabiel  |

## Bondscoaches
- Bijgewerkt tot en met EK-wedstrijd tegen  België  (0-0) op 26 juni 2024.

| Naam                    | Van               | Tot               | Duels | W  | G  | V  |
| ----------------------- | ----------------- | ----------------- | ----- | -- | -- | -- |
| Viktor Prokopenko       | 29 april 1992     | 26 augustus 1992  | 3     | 0  | 1  | 2  |
| Mykola Pavlov           | 28 oktober 1992   | 28 oktober 1992   | 1     | 0  | 1  | 0  |
| Oleg Bazilyevich        | 27 april 1993     | 7 september 1994  | 11    | 4  | 3  | 4  |
| Mykola Pavlov           | 11 september 1994 | 13 september 1994 | 2     | 0  | 0  | 2  |
| Jozjef Sabo             | 12 oktober 1994   | 13 november 1994  | 2     | 1  | 1  | 0  |
| Anatolij Konkov         | 25 maart 1995     | 11 november 1995  | 7     | 3  | 0  | 4  |
| Jozjef Sabo             | 9 april 1996      | 17 november 1999  | 32    | 15 | 11 | 6  |
| Valerij Lobanovskyj     | 26 april 2000     | 14 november 2001  | 18    | 6  | 7  | 5  |
| Leonid Boerjak          | 21 maart 2002     | 10 september 2003 | 19    | 5  | 6  | 8  |
| Oleh Blochin            | 11 oktober 2003   | 21 november 2007  | 46    | 21 | 14 | 11 |
| Oleksij Mychajlytsjenko | 6 februari 2008   | 18 november 2009  | 20    | 12 | 4  | 4  |
| Myron Markevych         | 25 mei 2010       | 11 augustus 2010  | 4     | 3  | 1  | 0  |
| Joerij Kalytvyntsev     | 4 september 2010  | 29 maart 2011     | 8     | 1  | 5  | 2  |
| Oleh Blochin            | 1 juni 2011       | 11 september 2012 | 18    | 7  | 3  | 8  |
| Andrij Bal              | 12 oktober 2012   | 16 oktober 2012   | 2     | 0  | 1  | 1  |
| Oleksandr Zavarov       | 14 november 2012  | 14 november 2012  | 1     | 1  | 0  | 0  |
| Michajlo Fomenko        | 6 februari 2013   | 15 juli 2016      | 37    | 24 | 6  | 7  |
| Andrij Sjevtsjenko      | 15 juli 2016      | 1 augustus 2021   | 51    | 25 | 13 | 13 |
| Oleksandr Petrakov      | 18 augustus 2021  | 31 december 2022  | 15    | 6  | 7  | 2  |
| Ruslan Rotan            | 28 februari 2023  | 1 juni 2023       | 1     | 0  | 0  | 1  |
| Sergiy Rebrov           | 7 juni 2023       | heden             | 8     | 8  | 5  | 3  |

## Statistieken
- Bijgewerkt tot en met de EK-kwalificatiewedstrijd tegen  België  (0-0) op 26 juni 2024.

| Tegenstander                 | Wed. | W | G | V | DV | DT | DS  | Details |
| ---------------------------- | ---- | - | - | - | -- | -- | --- | ------- |
| Albanië                      | 6    | 5 | 1 | 0 | 13 | 4  | +9  | details |
| Andorra                      | 4    | 4 | 0 | 0 | 17 | 0  | +17 | details |
| Armenië                      | 10   | 7 | 3 | 0 | 25 | 8  | +17 | details |
| Azerbeidzjan                 | 2    | 1 | 1 | 0 | 6  | 0  | +6  | details |
| Bahrein                      | 1    | 0 | 1 | 0 | 1  | 1  | 0   | details |
| België                       | 1    | 0 | 1 | 0 | 0  | 0  | 0   | details |
| Bosnië en Herzegovina        | 3    | 2 | 1 | 0 | 5  | 2  | +3  | details |
| Brazilië                     | 1    | 0 | 0 | 1 | 0  | 2  | –2  | details |
| Bulgarije                    | 6    | 3 | 3 | 0 | 8  | 3  | +5  | details |
| Canada                       | 1    | 0 | 1 | 0 | 2  | 2  | 0   | details |
| Chili                        | 1    | 1 | 0 | 0 | 2  | 1  | +1  | details |
| Costa Rica                   | 1    | 1 | 0 | 0 | 4  | 0  | +4  | details |
| Cyprus                       | 5    | 3 | 2 | 0 | 9  | 5  | +4  | details |
| Denemarken                   | 3    | 1 | 1 | 1 | 2  | 2  | 0   | details |
| Duitsland                    | 10   | 0 | 5 | 5 | 10 | 20 | –10 | details |
| Engeland                     | 10   | 1 | 3 | 6 | 4  | 16 | –12 | details |
| Estland                      | 5    | 5 | 0 | 0 | 11 | 0  | +11 | details |
| Faeröer                      | 2    | 2 | 0 | 0 | 7  | 0  | +7  | details |
| Finland                      | 4    | 3 | 1 | 0 | 6  | 3  | +3  | details |
| Frankrijk                    | 12   | 1 | 5 | 6 | 8  | 23 | –15 | details |
| Georgië                      | 9    | 6 | 3 | 0 | 16 | 6  | +10 | details |
| Griekenland                  | 6    | 2 | 2 | 2 | 4  | 3  | +1  | details |
| Hongarije                    | 2    | 0 | 0 | 2 | 2  | 5  | –3  | details |
| Ierland                      | 2    | 1 | 1 | 0 | 2  | 1  | +1  | details |
| IJsland                      | 5    | 2 | 2 | 1 | 5  | 5  | 0   | details |
| Iran                         | 1    | 0 | 0 | 1 | 0  | 1  | –1  | details |
| Israël                       | 6    | 2 | 3 | 1 | 7  | 5  | +2  | details |
| Italië                       | 10   | 0 | 3 | 7 | 4  | 17 | –13 | details |
| Japan                        | 3    | 2 | 0 | 1 | 3  | 2  | +1  | details |
| Kameroen                     | 1    | 0 | 1 | 0 | 0  | 0  | 0   | details |
| Kazachstan                   | 6    | 4 | 2 | 0 | 12 | 6  | +6  | details |
| Kosovo                       | 2    | 2 | 0 | 0 | 5  | 0  | +5  | details |
| Kroatië                      | 9    | 1 | 3 | 5 | 5  | 15 | –10 | details |
| Letland                      | 3    | 2 | 1 | 0 | 3  | 1  | +2  | details |
| Libië                        | 2    | 1 | 1 | 0 | 4  | 1  | +3  | details |
| Litouwen                     | 10   | 7 | 1 | 2 | 20 | 8  | +12 | details |
| Luxemburg                    | 5    | 5 | 0 | 0 | 12 | 1  | +11 | details |
| Malta                        | 3    | 2 | 0 | 1 | 4  | 2  | +2  | details |
| Marokko                      | 1    | 0 | 1 | 0 | 1  | 1  | 0   | details |
| Mexico                       | 1    | 0 | 0 | 1 | 1  | 2  | –1  | details |
| Moldavië                     | 6    | 4 | 2 | 0 | 10 | 3  | +7  | details |
| Montenegro                   | 2    | 1 | 0 | 1 | 4  | 1  | +3  | details |
| Nederland                    | 3    | 0 | 1 | 2 | 3  | 7  | –4  | details |
| Niger                        | 1    | 1 | 0 | 0 | 2  | 1  | +1  | details |
| Nigeria                      | 1    | 0 | 1 | 0 | 2  | 2  | 0   | details |
| Noord-Ierland                | 6    | 3 | 2 | 1 | 4  | 3  | +1  | details |
| Noord-Macedonië              | 7    | 5 | 1 | 1 | 10 | 4  | +6  | details |
| Noorwegen                    | 5    | 4 | 1 | 0 | 5  | 0  | +5  | details |
| Oezbekistan                  | 2    | 2 | 0 | 0 | 4  | 1  | +3  | details |
| Oostenrijk                   | 3    | 1 | 0 | 2 | 4  | 5  | -1  | details |
| Polen                        | 10   | 3 | 2 | 5 | 10 | 14 | -4  | details |
| Portugal                     | 4    | 2 | 1 | 1 | 4  | 3  | +1  | details |
| Roemenië                     | 7    | 2 | 1 | 4 | 10 | 17 | –7  | details |
| Rusland                      | 2    | 1 | 1 | 0 | 4  | 3  | +1  | details |
| San Marino                   | 2    | 2 | 0 | 0 | 17 | 0  | +17 | details |
| Saoedi-Arabië                | 2    | 1 | 1 | 0 | 5  | 1  | +4  | details |
| Schotland                    | 5    | 2 | 1 | 2 | 6  | 7  | -1  | details |
| Servië                       | 6    | 6 | 1 | 0 | 16 | 3  | +13 | details |
| Slovenië                     | 6    | 1 | 3 | 2 | 7  | 7  | 0   | details |
| Slowakije                    | 9    | 4 | 3 | 2 | 11 | 11 | 0   | details |
| Spanje                       | 7    | 1 | 1 | 5 | 4  | 14 | –10 | details |
| Tsjechië                     | 5    | 2 | 2 | 1 | 4  | 6  | –2  | details |
| Tunesië                      | 1    | 1 | 0 | 0 | 1  | 0  | +1  | details |
| Turkije                      | 9    | 2 | 3 | 4 | 9  | 11 | –2  | details |
| Uruguay                      | 1    | 0 | 0 | 1 | 2  | 3  | –1  | details |
| Verenigde Arabische Emiraten | 1    | 0 | 1 | 0 | 1  | 1  | 0   | details |
| Verenigde Staten             | 4    | 3 | 1 | 0 | 5  | 1  | +4  | details |
| Wales                        | 4    | 1 | 2 | 1 | 3  | 3  | 0   | details |
| Wit-Rusland                  | 9    | 5 | 3 | 1 | 12 | 5  | +7  | details |
| Zuid-Korea                   | 2    | 0 | 0 | 2 | 0  | 3  | –3  | details |
| Zweden                       | 5    | 2 | 2 | 1 | 5  | 4  | +1  | details |
| Zwitserland                  | 4    | 1 | 2 | 1 | 4  | 6  | -2  | details |

## Huidige selectie
De volgende spelers behoren tot de selectie voor het EK 2024.
Interlands en doelpunten bijgewerkt tot en met de wedstrijd tegen  IJsland op 25 maart 2024.
| Rugnummer   | Naam                   | Wed. | Dlpnt. | Club              |
| ----------- | ---------------------- | ---- | ------ | ----------------- |
| Doel        |                        |      |        |                   |
| 1           | Heorhij Boesjtsjan     | 13   | 0      | Dynamo Kiev       |
| 12          | Anatolij Troebin       | 10   | 0      | Benfica           |
| 23          | Andrij Loenin          | 11   | 0      | Real Madrid       |
| Verdediging |                        |      |        |                   |
| 2           | Joechym Konoplja       | 12   | 1      | Shakhtar Donetsk  |
| 3           | Bohdan Mychajlytsjenko | 7    | 0      | Polissja Zjytomyr |
| 4           | Maksym Talovjerov      | 2    | 0      | LASK              |
| 13          | Illja Zabarnyj         | 34   | 1      | Bournemouth       |
| 16          | Vitalij Mykolenko      | 39   | 0      | Everton           |
| 17          | Oleksandr Zintsjenko   | 60   | 6      | Arsenal           |
| 19          | Valeri Bondar          | 3    | 0      | Sjachtar Donetsk  |
| 22          | Mykola Matvijenko      | 63   | 0      | Sjachtar Donetsk  |
| 25          | Oleksandr Tymtsjyk     | 15   | 1      | Dynamo Kiev       |
| 26          | Oleksandr Svatok       | 5    | 0      | Dnipro-1          |
| Middenveld  |                        |      |        |                   |
| 5           | Serhij Sydortsjoek     | 60   | 3      | Westerlo          |
| 6           | Taras Stepanenko       | 81   | 4      | Sjachtar Donetsk  |
| 8           | Roeslan Malynovskyj    | 59   | 7      | Genoa             |
| 14          | Volodymyr Brazjko      | 2    | 0      | Dynamo Kiev       |
| 18          | Mykola Sjaparenko      | 28   | 1      | Dynamo Kiev       |
| 21          | Heorhij Soedakov       | 14   | 1      | Sjachtar Donetsk  |
| Aanval      |                        |      |        |                   |
| 7           | Andrij Jarmolenko      | 116  | 46     | Dynamo Kiev       |
| 9           | Roman Jaremtsjoek      | 48   | 14     | Valencia          |
| 10          | Mychajlo Moedryk       | 18   | 2      | Chelsea           |
| 11          | Artem Dovbyk           | 25   | 8      | Girona            |
| 15          | Viktor Tsyhankov       | 51   | 12     | Girona            |
| 20          | Oleksandr Zoebkov      | 30   | 2      | Sjachtar Donetsk  |
| 24          | Vladyslav Vanat        | 5    | 0      | Dynamo Kiev       |

## FIFA-wereldranglijst[1]
| 1993 | 1994 | 1995 | 1996 | 1997 | 1998 | 1999 | 2000 | 2001 | 2002 | 2003 | 2004 | 2005 | 2006 | 2007 | 2008 | 2009 | 2010 | 2011 | 2012 | 2013 | 2014 | 2015 | 2016 | 2017 | 2018 | 2019 | 2020 | 2021 | 2022 | 2023 | 2024 |
| ---- | ---- | ---- | ---- | ---- | ---- | ---- | ---- | ---- | ---- | ---- | ---- | ---- | ---- | ---- | ---- | ---- | ---- | ---- | ---- | ---- | ---- | ---- | ---- | ---- | ---- | ---- | ---- | ---- | ---- | ---- | ---- |
| 90   | 77   | 71   | 59   | 49   | 47   | 27   | 34   | 45   | 45   | 60   | 57   | 40   | 13   | 30   | 15   | 22   | 34   | 55   | 47   | 18   | 25   | 29   | 30   | 35   | 28   | 24   | 24   | 25   | 26   | 22   | 25   |